# Duboka (Aljmaška mikroregija, Mađarska)
Duboka (mađ. Doboka, vidi Dobokanagyjárás) je selo u jugoistočnoj Mađarskoj.

## Zemljopisni položaj
Aljmaš je odmah zapadno, Perleković neposredno istočno, Čikerija nekoliko kilometara istočnije, Kunbaja jugoistočno, Tataza i Matević sjeverozapadno.

## Upravna organizacija
Upravno pripada aljmaškoj mikroregiji u Bačko-kiškunskoj županiji. Poštanski broj je 6430 i 6425. Ulazi u sastav dvaju naselja: kao Dobokanagyjárás pripada Aljmašu (p.br. 6430),  a jedan dio Perlekoviću (p.br. 6425)
To je posljedica toga što je 1952. dio Duboke izdvojen iz Aljmaša kojem je nekada u potpunosti pripadao u novo samostalno naselje Prlković.
Trag imena Duboke vidi se u imenu ulice koja se nalazi na istoku, a vodi izvan naselja, Dubokai utca.

## Promet
Kroz Duboku prolazi željeznička pruga koja iz Olaša preko Fertova, Jankovca i Miljkuta vodi u Aljmaš.

## Stanovništvo
2001. je godine aljmaški dio Duboke imao 75 stanovnika a prlekovićki dio Duboke imao 21 stanovnika.